# デニス・クローリー
デニス・クローリー（Dennis Crowley、born June 19, 1976）は、現実世界とデジタル世界を結びつけるIT起業家。
2009年にフォースクエア（Foursquare）を共同設立し、7年間CEOを務めた後、2016年1月にCEOの役割をジェフ・グリュック（Jeff Glueck）に譲り、同社の執行会長に就任した。

## 学歴
マサチューセッツ州メドウェイでメアリー・モラスキー・クローリー（Mary Moraski Crowley）とデニス・P・クローリー（Dennis P Crowley）の間に生誕。
彼は1994年にマサチューセッツ州ウェストウッドの聖ブラザーズ高校を卒業。
1998年にシラキュース大学大学院のS.I.ニューハウススクール（多数の広告・デジタル業界の卒業生を輩出）を卒業し、修士号を取得。

## 経歴
シラキュース大学を卒業した後、クローリーはジュピター・コミュニケーションズ（Jupiter Communications）で研究者として働くが、ITバブルの最中に職を失い、7か月間ニューハンプシャーに移住。
2000 年に、モバイルアプリプロバイダーの Vindigo に製品開発者として入社。 2003年、クローリーはニューヨーク大学在学中に、同級生のアレックス・レイナート（Alex Rainert）と ドッジボール（Dodgeball）を共同設立。しかしドッジボールは2005年にGoogleに買収される。
2007年にGoogleがドッジボール事業を放棄した後、クローリーはArea/Codeという会社に就任後、ナビーン・セルバデュライ（Naveen Selvadurai）と出会い、2009年にフォースクエア（Foursquare）を共同設立した。Foursquare は、企業と消費者をつなぐ位置情報可視化ビジネスで知られており、毎月 5,000 万人以上が利用している。7年間CEOを務めた後、クローリーは2016年1月にCEOの役割をジェフ・グリュック（Jeff Glueck）に譲り、同社の執行会長に就任した。
デニス・クローリーはニューヨーク大学の遠距離電気通信事業の非常勤教授にも採用されている。